# Andrés Fabián Romero
Andrés Fabián Romero (* 8. Mai 1981 in Tucumán, Argentinien) ist ein argentinischer Profigolfer der European Tour und der PGA TOUR.
Mit Unterstützung seines Onkels Miguel Romero erlernte er im Alter von acht Jahren das Golfspiel. Er wurde im Jahre 1998 Berufsgolfer und versuchte sich – nachdem er die Qualifikation für die European Tour anfangs nicht schaffte – zunächst auf südamerikanischen Turnierserien, wo Romero drei Erfolge verzeichnen konnte.
In der Saison 2005 erlangte er über einen 14. Platz in der Geldrangliste der Challenge Tour die Spielberechtigung für die European Tour 2006. Im Juli 2006 gelang ihm ein zweiter Platz bei den prestigeträchtigen Scottish Open in Loch Lomond, der ihm zusätzlich einen Startplatz für die Open Championship 2006 einbrachte. Das Preisgeld von über 258.000 € sicherte Romero vorzeitig die volle Mitgliedschaft der großen europäischen Turnierserie für die Saison 2007, in der ihm nach einem dritten Platz bei den Open Championship eine Woche später der erste Sieg auf der European Tour, bei der Deutsche Bank Players Championship of Europe gelang. Im März 2008 folgte der erste Turniersieg auf der nordamerikanischen PGA TOUR, beim Zurich Classic of New Orleans.
Seine frühere Leidenschaft, das EinradFahren, hat Romero seiner Golfkarriere zuliebe aufgegeben, da er es als zu gefährlich einschätzte.
Mit seinem berühmten Landsmann und Berufskollegen Eduardo Romero ist Andrés zwar weder verwandt noch verschwägert, wurde jedoch von Eduardo entdeckt und gefördert.

## Turniersiege
- 2002 Qualifying School (Uruguay)
- 2003 Cable and Wireless Masters Panama, Abierto de Medellin (Argentinien), North Open (Argentinien)
- 2005 Roberto DeVicenzo Classic (Argentinien)
- 2005 Morson International Pro-Am Challenge (Challenge Tour)
- 2006 Argentine Torneo de Maestros, North Open, Abierto del Litoral (Argentinien)
- 2007 Deutsche Bank Players Championship of Europe (European Tour), Salta Open (Argentinien), North Open
- 2008 Zurich Classic of New Orleans (PGA Tour), Abierto del Litoral, North Open
- 2010 Center Open (Argentinien), Torneo de Maestros (Argentinien)
- 2014 Carlos Franco Invitational (Tour de las Americas)
- 2017 BMW International Open (European Tour)

## Resultate in Major Championships
| Turnier               | 2006 | 2007 | 2008 | 2009 | 2010 | 2011 | 2012 | 2013 | 2014 | 2015 | 2016 | 2017 |
| --------------------- | ---- | ---- | ---- | ---- | ---- | ---- | ---- | ---- | ---- | ---- | ---- | ---- |
| The Masters           | DNP  | DNP  | T8   | T49  | DNP  | DNP  | DNP  | DNP  | DNP  | DNP  | DNP  | DNP  |
| US Open               | DNP  | DNP  | T36  | T47  | DNP  | DNP  | DNP  | DNP  | DNP  | T14  | DNP  | CUT  |
| The Open Championship | T8   | 3    | T32  | T13  | DNP  | DNP  | 83   | DNP  | DNP  | DNP  | DNP  |      |
| PGA Championship      | CUT  | CUT  | T7   | CUT  | DNP  | T45  | DNP  | DNP  | DNP  | DNP  | DNP  |      |

DNP = nicht teilgenommen

CUT = Cut nicht geschafft

„T“ geteilte Platzierung

Grüner Hintergrund für Sieg

Gelber Hintergrund für Top 10

## Teilnahme an Mannschaftsbewerben
- World Cup: 2006, 2007